# Kivukoni
Kivukoni (o Kivokoni) è una delle circoscrizioni (ward) della città di Dar es Salaam, in Tanzania. Appartiene al distretto di Ilala, ed è nota soprattutto per il trafficato mercato del pesce, situato in Ocean Street, vicino all'imbarcadero dei traghetti diretti alla penisola di Kigamboni. A Kivukoni sono situate anche molte ambasciate, i giardini botanici e il National Museum.